# Los cuatro Continentes
Los cuatro continentes (en alemán: Die vier Flüsse des Paradieses, "Los cuatro ríos del Paraíso") es una pintura alegórica realizada en 1615 por el pintor Pedro Pablo Rubens. La obra se conserva en el Kunsthistorisches Museum de Viena.

## Historia
Pintadas durante un período de tregua entre la República Holandesa y España , conocida como la Tregua de los Doce Años, las alegorías del río y sus compañeras femeninas en un entorno exuberante y abundante reflejan las condiciones pacíficas que Rubens esperaba que regresaran a Amberes después de las hostilidades militares. 
Durante la Guerra de los Ochenta Años ,Rubens desempeñó numerosos papeles, dos de los cuales fue el de artista y diplomático. En 1608, Rubens regresó a Amberes después de vivir y trabajar en España porque su madre estaba en estado crítico. El flamenco estuvo en Amberes hasta 1621, cuando terminó la Tregua de los Doce Años, y fue llamado a negociar con Francia e Inglaterra en nombre de los Países Bajos españoles.  A lo largo de la década de 1620, Rubens participó en muchas situaciones diplomáticas, y éstas ayudaron a elevar su estatus social.

## Descripción
El cuadro muestra las personificaciones de los cuatro continentes entonces conocidos (Europa, Asia, África y América) junto a las personificaciones de sus respectivos grandes ríos (el Danubio, el Ganges, el Nilo y el Río de la Plata). Europa se encuentra sentada a la izquierda, agarrando del brazo al Danubio que sostiene un remo; a sus pies se recuesta, de espaldas al espectador, el anciano Nilo con una corona de espigas, símbolo de la fertilidad de sus riberas, que con su brazo derecho abraza a África situada en el centro, una joven negra que gira la cabeza hacia el espectador; para realzarlos, Rubens colocó delante de ellos un simbólico cocodrilo con el que juguetean unos amorcillos (un motivo del arte grecoegipcio helenístico para representar la riqueza y fecundidad generadas por el río). A la derecha, Asia se acoda sobre el torso del Ganges recostado sobre un cántaro grande. Como en el caso de África, delante de ellos un tigre simboliza el continente asiático. Específicamente, se trata de una tigresa amamantando a sus cachorros, inclinándose amenazadora gruñendo al cocodrilo. Detrás se sienta América, con el Río de la Plata acodado en su regazo. El dios fluvial sostiene con actitud pensativa una gran moneda, probable alusión al mito de El Dorado y las riquezas americanas. La distribución de los colores lleva a una interpretación realista de las diversas carnaciones de los personajes.
La piel del cocodrilo y los músculos de la tigresa son representados también con vívido realismo. La escena se desarrolla en la orilla de un curso de agua (como demuestran las conchas y el cangrejo junto a las crías de la tigresa), y presenta detalles lujosos, como los dos grandes jarrones decorados en estilo clásico a cada lado de la composición. La obra refleja las condiciones en las cuales Rubens esperaba regresar a Amberes después del fin de las operaciones militares de la Guerra de los Ochenta Años. De hecho, cuando el pintor flamenco pintó este cuadro, la república de las Siete Provincias Unidas (los actuales Países Bajos) y la España de los Austrias se encontraban en un periodo de tregua, garantizada por el tratado de Amberes.

## Otras interpretaciones

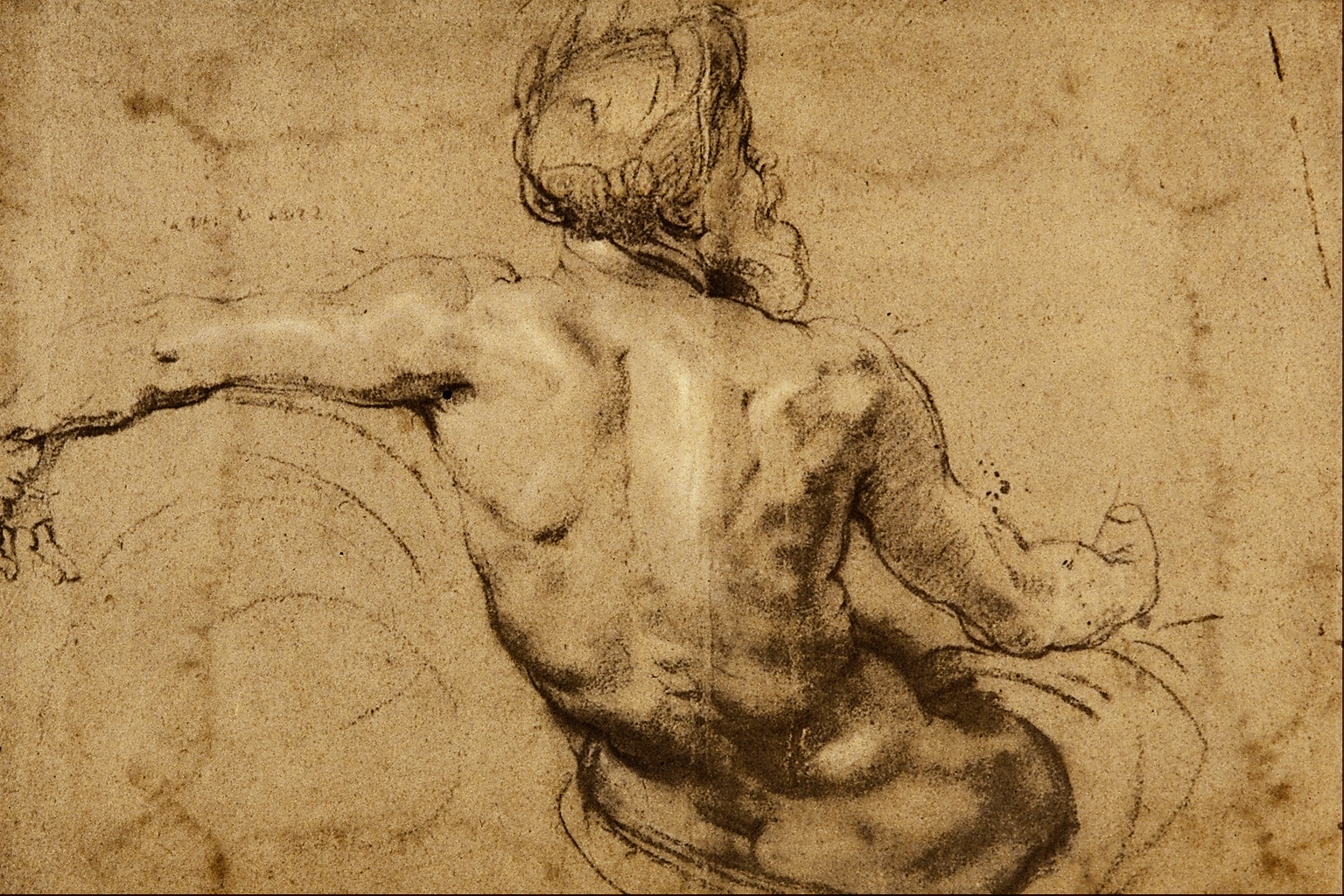
Un estudio para la pintura, del dios del Nilo.

La historiadora del arte Elizabeth McGrath ha propuesto otra interpretación, considerando que las personificaciones femeninas de los continentes en realidad sean ninfas que representan las fuentes de los cuatro ríos. McGrath además especuló que el Danubio sea en realidad el río Tigris y el Río de la Plata el Éufrates, ya que estos ríos son citados en la exégesis bíblica.